# 勇者ヤマダくん
『勇者ヤマダくん』（ゆうしゃヤマダくん、英題：Dandy Dungeon - Legend of Brave Yamada -）は、日本のインディーゲームスタジオOnion Gamesが開発したゲームソフト。iOS、Android、Nintendo Switch、Steam向けに発売されたが、このうちiOS版とAndroid版は配信を終了している。

## 概要
会社を欠勤し自室に籠ってゲーム開発を行っている36歳男性のヤマダくんが、隣室に引っ越してきた女子高生のマリアちゃんに一目惚れしたことをきっかけに奮起する物語が展開される。ヤマダくんは、自分をモデルとした「勇者」が悪者に囚われた「マリア姫」を救出するという筋立てのRPGをつくることで現実世界のマリアちゃんとの恋が実ると信じ開発に没頭する。本作の主要部分はヤマダくんがつくったダンジョンの数々をテストプレイするという体裁がとられており、ダンジョンをクリアすることで現実世界に変化があらわれ物語が進行していく。
発売後の無料アップデートにより、続編にあたるモード『勇者ヤマダくん2 〜幻の花嫁〜』（英題：Dandy Dungeon II: The Phantom Bride、以下『2』と表記）が追加された。このモードでは、さらわれてしまったマリアちゃんを探し出すべく、東京の山手線沿線で暗躍する企業「ダークソリッドカンパニー」の陰謀に立ち向かうことになる。
iOS版とAndroid版の運営は2018年12月20日に終了したが、同日配信の最終アップデートにより特定の機能、ダンジョン、イベントを除き通信不要の状態でプレイ可能となった。また、同日にはOnion Gamesの社内においてヤマダくんの「告別式」が営まれ、その様子がFRESH LIVEで生配信された。

## システム
各ダンジョンは複数のフロアで構成され、フロアの大きさは5マス×5マスで一貫している。ダンジョン開始時（最初のフロア時）の勇者のレベルは毎回1の状態から始まる。各フロア開始時には勇者のいるスタート地点から一筆書きの要領でマスをなぞっていき、ゴール地点の「EXIT」扉まで結ぶと勇者が経路に沿って自動的に移動する。移動中に敵と接触すると自動で交互に攻撃が行われる。「EXIT」扉に到達すればフロアのクリアとなるが、全てのマスを通過した場合はボーナスアイテムやお金が得られ、通過していないマスがある場合はその数に応じてダメージを受ける。最終フロアには多くの場合ボスキャラクターが登場する。
勇者が装備する武器と防具（頭部・胴体・盾）は各種素材の使用により能力を強化でき、ものによっては上位のアイテムに「進化」させることもできる。また、特定防具の組み合わせのことを「珍コレクション」（通称「珍コレ」）と呼び、装着時にステータス上昇や特殊スキルなどのボーナス効果が追加される。
『2』のシステムは基本的に従来と同様だが、各ダンジョンにはクリア条件となる「ミッション」が設定されており、ミッションが達成できなくなった時点で即ゲームオーバーとなる。

## 主な登場人物
ヤマダくん
ストライプ柄のトランクス一枚の姿でゲーム開発に勤しむ男性。36歳。「○○なのだ〜」が口癖で、「アラベスク！」「ボキューン！」等の言葉とともにポーズをとり感情を表現することもある。
大手ゲーム会社「帝国ゲームス」の社員だったものの無断欠勤を繰り返したためクビを言い渡され無職となる。以降、ゲーム開発を加速させ、マリアちゃんとハッピーエンドを迎えることを夢見て邁進する。
マリアちゃん
ヤマダくんが暮らす部屋（通称「ヤマダ部屋」）の隣室に引っ越してきた女子高生。18歳。ヤキイモが好物。
天真爛漫な言動でヤマダくんと接し、物語が進むにつれてヤマダくんへの愛情を深めていく。
ヤス
帝国ゲームスの社員でヤマダくんの後輩。「○○でヤンス〜」が口癖。ヤマダくんからゲームのテストプレイを頼まれるが、テストプレイをする行動はゲーム内で描写されていない。また、その陰でヤマダくんの目を盗み独自のゲーム内容を組み込む。『1』裏ラスボスでもある。
『2』ではダークソリッドカンパニーに引き抜かれて部長職に就き、ゲーム内では機械と融合した姿「プースーヤー」となって勇者と対決する。
綾小路秀丸
帝国ゲームスを含む各グループ会社を統括する「帝国グループ」の会長。社員を虫扱いする冷酷な性格。
ダンジョン「会長討伐の塔」のボスとして登場するも影武者だったことがわかり、「魔王城」で本人との決戦が行われる。
多数の女性との間に子をもうけており、グループにかかわる以下の3人の子女は全員が異母子である。また、物語の終盤では、マリアちゃんとヤスも秀丸の子であることが判明する。
コメビツ
帝国グループの企業「帝国自然食品」のセールスレディ。綾小路家の長女。ブタを連れてヤマダ部屋を訪れ、罵倒の言葉を吐きながら鞭を打ち付ける。
ダンジョン「女王様の城」のボスで、フロア内に多数のブタを出現させる一方、状態異常を起こす攻撃を繰り出す。
マサムネ
帝国グループの企業「帝国武器産業」の人事部長。綾小路家の次男。大鎧を身に着けている。古風な口調で話す。
ダンジョン「徳川の洞窟」のボスで、戦闘中には定期的に援軍を呼び寄せ、撃破して鎧を失った状態になっても粘り続ける。
バイバイ
帝国グループの施設「帝国大学病院」の院長。綾小路家の長男。裏では臓器売買に手を染めている。
ダンジョン「お人形の館」のボスで、自身とそっくりの人形をフロア内に複数配置し幻惑させる。
ブロンソン川田
帝国ゲームスの部長。マリアちゃんの許嫁を自称し、ヤマダ部屋を度々訪れてはヤマダくんに殴りかかるが、物語の終盤では一転してヤマダくんを激励する。
『2』ではマリアちゃんの失踪事件を解明するために奔走し、ダークソリッドカンパニーの幹部と対峙する際には「闇騎士」の姿になる。
佐藤さん / 鈴木さん
佐藤さんは包丁を持った小太りの男性で鈴木さんは托鉢僧の姿をした男性。いずれもゲームクリエイター。iOS・Android版では空腹を和らげる食糧を求めて、Nintendo Switch・Steam版では金の無心のためにヤマダ部屋を訪れる。
アイテムの「オニギリ」（iOS・Android版）またはお金（Nintendo Switch・Steam版）を2人のどちらかに手渡すと、そのキャラクターがダンジョン探索に赴き、そこで得たアイテムをヤマダくんに提供する。
アジャ・イル
ターバンをかぶった天才プログラマー。ヤマダくんに新たなゲームシステムの提案を行い即座に実装する。一部のダンジョンではアイテムを販売する商人としても登場する。
『2』の終盤ではアジャに取り付いた悪い心が実体を得た姿「ダークアジャ」となってマリアちゃんの魂を抜き取り、ダンジョン「黄金のピラミッド」の内部にある「災厄の扉」の先で勇者を迎え撃つ。
ママゾン
通販サイト「Mamazon.mom」を運営する女性。語尾に「○○ぞん」とつけて話す。元ミスジャパンの人物で、佐藤さんからは美人と評されている。実は鈴木さんの嫁だったが現在は別居中というエピソードが佐藤さんと鈴木さんによって語られている。
iOS・Android版では、実際に課金アイテムを販売する。

## コラボレーション
実在の人物をもとにしたキャラクターや他のフィクション作品のキャラクターが登場するコラボレーションが実施された。iOS・Android版では期間限定で配信され、Nintendo Switch・Steam版では『2』の内容に含まれている。
実在キャラクターの声は本人の声を加工したものを用いている。
植松伸夫
作曲家の植松伸夫が「植松ノビヨ」の名前で登場する。ヤマダ部屋を訪れた植松はヤマダくんがゲーム音楽業界をなめていると感じて激昂し、音楽の神髄を伝えるため自身のダンジョンにヤマダくんを招待する。
ダンジョン「ノビヨ師匠の牧場」の道中ではUFOの敵が現れ、最終フロアで植松がボスとして登場する。撃破すると、着ている服を破り捨ててほぼ全裸状態となった後に変身し再び襲い掛かる。
変身後の戦闘曲「べんとらっぷ鎮魂歌」の作曲と曲中のラップも植松が担当している。
THELONIOUS MONKEES
音楽ユニット「THELONIOUS MONKEES」の谷口博史と安達昌宣が「たにぐちモンキー」「あだちモンキー」として登場する。その風貌は、2人がかつて楽曲を担当したゲームソフト『moon』のキャラクター「電波ザル」に似ている。2人は愛の伝道者としてヤマダ部屋を訪れ、恋愛問題で欲求不満気味のヤマダくんに対して愛の本質を伝えようと自分たちのダンジョンへ招き入れる。
ダンジョン「聖なるセロモン天空城」ではボスとして2人同時に現れ、片方を撃破すると2人が融合し「聖なるモンキー神」に姿を変える。
このイベントではTHELONIOUS MONKEESの書き下ろし楽曲3曲が使用されている。
べーしっ君
荒井清和の漫画作品『べーしっ君』から主人公の「目森べーしっ」（本作内では「目森君」名義）などのキャラクターが登場する。おすすめのアプリを教えてもらおうと姉の目森エリアとともにヤマダ部屋を訪れた目森君は、ヤマダくんのふざけた態度を見て怒りに燃え決闘を申し込む。
ダンジョン「すぽぽーん要塞の謎」の道中では番長ヨシオが、最終フロアでは目森君がボスとなる。目森君を撃破すると、父の目森二五六が開発したという二五六の姿をした巨大ロボット「起動戦士ニゴロ」に乗り込み再戦を挑む。
原作のOVA版におけるべーしっの担当声優は古谷徹だが、本作では古谷の物真似で知られる芸人の若井おさむが声を担当している。
東方Project
同人サークルの上海アリス幻樂団が手掛ける『東方Project』作品から様々なキャラクターが登場するほか、作者のZUNが「博麗神主ZUN」の名前で登場する。自身と同じく1人でゲーム開発を行っているヤマダくんの噂を聞きつけたZUNは、ヤマダ部屋に上がり込んでヤマダくんのゲームに東方Projectの内容を勝手に実装し、ゲーム内の世界でゲーム開発について語り合おうと約束する。
ダンジョン「弾幕輝珍城」の道中では一般の敵として「ひまわり妖精」などが現れ遠距離から弾幕攻撃を行う。また、ボスとして少名針妙丸が登場し鬼人正邪がサポートする。クリア後は「黄昏酒場」に転移してZUNとの戦闘が開始され、ZUNは博麗霊夢と霧雨魔理沙を複数召喚して正面を防衛する。
イベント内のBGMは、ZUNが制作した4曲「童祭」「ミストレイク」「リバースイデオロギー」「呑んべぇのレムリア」を本作メイン作曲家の杉山圭一がアレンジしている。

## テーマ曲
カオリーニョ藤原「逆行人生」
元々はカオリーニョ藤原がギターボーカルをとる楽曲で2014年発売のアルバム『カオリーニョ藤原の真実』にも収録されているが、本作ではチップチューン風のアレンジがなされている。
本作の開発中、ディレクターの木村祥朗が友人からアルバムを勧められて「逆行人生」を聞いた時に本作の内容そのままではないかと感じ、木村が藤原のもとを度々訪れて話が進められた。

## 評価
- CEDEC AWARDS 2016 サウンド部門 ノミネート[15]

## サウンドトラック
- 勇者ヤマダくん 珍曲アルバムA面B面C面（2016年9月30日発売、全41トラック） - 後にリマスター版として「勇者ヤマダくんチン曲アルバム 元祖A面B面C面」（全50トラック）を発売。
- 勇者ヤマダくん チン曲アルバムX面Y面Z面（2020年4月2日発売、全101トラック） - 「A面B面C面」に収録されていない楽曲を収録[16]。